# Schœlcher
Schœlcher ist eine französische Gemeinde mit 19.342 Einwohnern (Stand 1. Januar 2022) auf der Karibikinsel Martinique. Sie ist gemessen an der Einwohnerzahl die viertgrößte Gemeinde der Insel nach Fort-de-France, Le Lamentin und Le Robert. Schœlcher liegt an der Westküste Martiniques und gehört zum Ballungsraum um die Inselhauptstadt Fort-de-France.
Der Ort hieß ursprünglich Case-Navire, wurde aber 1888 nach dem französischen Publizisten, Staatsmann und Kolonialpolitiker Victor Schœlcher benannt. Schoelcher war ein Vorkämpfer des Abolitionismus und maßgeblicher Initiator des Dekrets zur Abschaffung der Sklaverei in Frankreich vom 27. April 1848. Die leicht abweichende Typographie (Schoelchers Nachname wird in der Regel nicht mit der Ligatur œ geschrieben) entspricht der Maßgabe des Code officiel géographique des Institut géographique national.
Partnergemeinden sind Fessenheim im Elsass, Herkunftsort der Eltern von Victor Schoelcher, und Houilles bei Paris, wo Schoelcher 1893 starb.
In der Gemeinde befindet sich der martiniquische Campus der Universität der Antillen und Guyanas.

## Söhne und Töchter
- Elsa Devassoigne (* 1969), Sprinterin
- Dimitri Bascou (* 1987), Leichtathlet
- Garry Bocaly (* 1988), Fußballspieler
- Wendie Renard (* 1990), Fußballspielerin
- Gilles Biron (* 1995), Sprinter
- Alexandra Louis-Marie (* 1996), Degenfechterin
- Johan Tatlot (* 1996), Tennisspieler
- Jérémie Porsan-Clemente (* 1997), Fußballspieler
- Emmanuel Houcou (* 2003), Radsportler